# Estados Unidos en los Juegos Olímpicos de Atenas 2004
Estados Unidos estuvo representado en los Juegos Olímpicos de Atenas 2004 por un total de 533 deportistas, 279 hombres y 254 mujeres, que compitieron en 31 deportes.
La portadora de la bandera en la ceremonia de apertura fue jugadora de baloncesto Dawn Staley.

## Medallistas
El equipo olímpico estadounidense obtuvo las siguientes medallas:
| Nombre | Deporte               | Competición                     |
| --- | --------------------- | ------------------------------- |
| Oro |                       |                                 |
| Joanna Hayes | Atletismo             | 100 m vallas F                  |
| DeeDee Trotter Monique Henderson Sanya Richards Monique Hennagan Moushaumi Robinson                                                             | Atletismo             | 4 × 400 m F                     |
| Justin Gatlin | Atletismo             | 100 m M                         |
| Shawn Crawford | Atletismo             | 200 m M                         |
| Jeremy Wariner | Atletismo             | 400 m M                         |
| Otis Harris Derrick Brew Jeremy Wariner Darold Williamson Andrew Rock Kelly Willie                                                              | Atletismo             | 4 × 400 m M                     |
| Timothy Mack | Atletismo             | Salto con pértiga M             |
| Dwight Phillips | Atletismo             | Salto de longitud M             |
| Adam Nelson | Atletismo             | Peso M                          |
| Equipo | Baloncesto            | Torneo F                        |
| Andre Ward | Boxeo                 | 81 kg M                         |
| Mariel Zagunis | Esgrima               | Sable ind. F                    |
| Equipo | Fútbol                | Torneo F                        |
| Carly Patterson | Gimnasia              | Concurso completo ind. F        |
| Paul Hamm | Gimnasia              | Concurso completo ind. M        |
| Peter Wylde (Fein Cera) McLain Ward (Sapphire) Beezie Madden (Authentic) Chris Kappler (Royal Kaliber)                                          | Hípica                | Saltos por eqs.                 |
| Cael Sanderson | Lucha libre           | 84 kg M                         |
| Natalie Coughlin | Natación              | 100 m espalda F                 |
| Amanda Beard | Natación              | 200 m braza F                   |
| Natalie Coughlin Carly Piper Dana Vollmer Kaitlin Sandeno Lindsay Benko Rhi Jeffrey Rachel Komisarz                                             | Natación              | 4 × 200 m libre F               |
| Gary Hall | Natación              | 50 m libre M                    |
| Aaron Peirsol | Natación              | 100 m espalda M                 |
| Aaron Peirsol | Natación              | 200 m espalda M                 |
| Michael Phelps | Natación              | 100 m mariposa M                |
| Michael Phelps | Natación              | 200 m mariposa M                |
| Michael Phelps | Natación              | 200 m estilos M                 |
| Michael Phelps | Natación              | 400 m estilos M                 |
| Michael Phelps Ryan Lochte Peter Vanderkaay Klete Keller Scott Goldblatt Dan Ketchum                                                            | Natación              | 4 × 200 m libre M               |
| Aaron Peirsol Brendan Hansen Ian Crocker Jason Lezak Lenny Krayzelburg Mark Gangloff Michael Phelps Neil Walker                                 | Natación              | 4 × 100 m estilos M             |
| Jason Read Wyatt Allen Chris Ahrens Joseph Hansen Matt Deakin Dan Beery Beau Hoopman Bryan Volpenhein Peter Cipollone                           | Remo                  | Ocho con timonel (M8+) M        |
| Equipo | Sóftbol               | Torneo F                        |
| Steven López | Taekwondo             | –80 kg M                        |
| Kim Rhode | Tiro                  | Doble foso F                    |
| Matthew Emmons | Tiro                  | Rifle 50 m M                    |
| Paul Foerster Kevin Burnham | Vela                  | 470 M                           |
| Kerri Walsh Misty May | Vóley playa           | Torneo F                        |
| Plata |                       |                                 |
| Lauryn Williams | Atletismo             | 100 m F                         |
| Allyson Felix | Atletismo             | 200 m F                         |
| Bernard Williams | Atletismo             | 200 m M                         |
| Otis Harris | Atletismo             | 400 m M                         |
| Terrence Trammell | Atletismo             | 110 m vallas M                  |
| Shawn Crawford Justin Gatlin Coby Miller Maurice Greene Darvis Patton                                                                           | Atletismo             | 4 × 100 m M                     |
| Mebrahtom Keflezighi | Atletismo             | Maratón M                       |
| Matt Hemingway | Atletismo             | Salto de altura M               |
| Toby Stevenson | Atletismo             | Salto con pértiga M             |
| John Moffitt | Atletismo             | Salto de longitud M             |
| Bryan Clay | Atletismo             | Decatlón M                      |
| Deirdre Demet-Barry | Ciclismo en ruta      | Contrarreloj F                  |
| Bobby Julich | Ciclismo en ruta      | Contrarreloj M                  |
| Mohini Bhardwaj Annia Hatch Terin Humphrey Courtney Kupets Courtney McCool Carly Patterson                                                      | Gimnasia              | Concurso completo por eqs. F    |
| Carly Patterson | Gimnasia              | Barra de equilibrio F           |
| Terin Humphrey | Gimnasia              | Barras asimétricas F            |
| Annia Hatch | Gimnasia              | Salto de potro F                |
| Jason Gatson Morgan Hamm Paul Hamm Brett McClure Blaine Wilson Guard Young                                                                      | Gimnasia              | Concurso completo por eqs. M    |
| Paul Hamm | Gimnasia              | Barra fija M                    |
| Kimberly Severson (Winsome Andante) | Hípica                | Concurso completo ind.          |
| Chris Kappler (Royal Kaliber) | Hípica                | Saltos ind.                     |
| Sara McMann | Lucha libre           | 63 kg F                         |
| Stephen Abas | Lucha libre           | 55 kg M                         |
| Jamill Kelly | Lucha libre           | 66 kg M                         |
| Amanda Beard | Natación              | 200 m estilos F                 |
| Kaitlin Sandeno | Natación              | 400 m estilos F                 |
| Kara Lynn Joyce Natalie Coughlin Amanda Weir Jenny Thompson Lindsay Benko Maritza Correia Colleen Lanne                                         | Natación              | 4 × 100 m libre F               |
| Natalie Coughlin Amanda Beard Jenny Thompson Kara Lynn Joyce Haley Cope Tara Kirk Rachel Komisarz Amanda Weir                                   | Natación              | 4 × 100 m estilos F             |
| Larsen Jensen | Natación              | 1500 m libre M                  |
| Brendan Hansen | Natación              | 100 m braza M                   |
| Ian Crocker | Natación              | 100 m mariposa M                |
| Ryan Lochte | Natación              | 200 m estilos M                 |
| Erik Vendt | Natación              | 400 m estilos M                 |
| Rebecca Giddens | Piragüismo en eslalon | K1 F                            |
| Kate Johnson Samantha Magee Megan Dirkmaat Alison Cox Caryn Davies Laurel Korholz Anna Mickelson Lianne Nelson Mary Whipple                     | Remo                  | Ocho con timonel (W8+) F        |
| Nia Abdallah | Taekwondo             | –57 kg F                        |
| Mardy Fish | Tenis                 | Individual M                    |
| Michael Anti | Tiro                  | Rifle en tres posiciones 50 m M |
| John Lovell Charlie Ogletree | Vela                  | Tornado M                       |
| Bronce |                       |                                 |
| Maurice Greene | Atletismo             | 100 m M                         |
| Justin Gatlin | Atletismo             | 200 m M                         |
| Derrick Brew | Atletismo             | 400 m M                         |
| Melissa Morrison | Atletismo             | 100 m vallas F                  |
| Deena Kastor | Atletismo             | Maratón F                       |
| Equipo | Baloncesto            | Torneo M                        |
| Andre Dirrell | Boxeo                 | 75 kg M                         |
| Sada Jacobson | Esgrima               | Sable ind. F                    |
| Courtney Kupets | Gimnasia              | Barras asimétricas F            |
| Lisa Wilcox (Relevant 5) Guenter Seidel (Aragon) Deborah McDonald (Brentina) Robert Dover (Kennedy)                                             | Hípica                | Doma por eqs.                   |
| Kimberly Severson (Winsome Andante) Darren Chiacchia (Windfall II) John Williams (Carrick) Amy Tryon (Poggio II) Julie Richards (Jacob Two Two) | Hípica                | Concurso completo por eqs.      |
| Rulon Gardner | Lucha grecorromana    | 120 kg M                        |
| Patricia Miranda | Lucha libre           | 48 kg F                         |
| Natalie Coughlin | Natación              | 100 m libre F                   |
| Kaitlin Sandeno | Natación              | 400 m libre F                   |
| Diana Munz | Natación              | 800 m libre F                   |
| Michael Phelps | Natación              | 200 m libre M                   |
| Klete Keller | Natación              | 400 m libre M                   |
| Brendan Hansen | Natación              | 200 m braza M                   |
| Ian Crocker Michael Phelps Neil Walker Jason Lezak Nate Dusing Gary Hall Gabe Woodward                                                          | Natación              | 4 × 100 m libre M               |
| Alison Bartosik Anna Kozlova | Natación sincronizada | Dueto F                         |
| Alison Bartosik Tamara Crow Erin Dobratz Rebecca Jasontek Anna Kozlova Sara Lowe Lauren McFall Stephanie Nesbitt Kendra Zanotto                 | Natación sincronizada | Equipo F                        |
| Susan Williams | Triatlón              | Individual F                    |
| Holly McPeak Elaine Youngs | Vóley playa           | Torneo F                        |
| Equipo | Waterpolo             | Torneo F                        |
| Jimmy Pedro | Judo                  | –73 kg M                        |